# Dystrykt Larkana
Dystrykt Larkana (urdu: ضلع لاڑکانہ) – dystrykt w południowym Pakistanie w prowincji Sindh. W 1998 roku liczył 1 927 066 mieszkańców (z czego 51,56% stanowili mężczyźni) i obejmował 328 063 gospodarstw domowych. Siedzibą administracyjną dystryktu jest Larkana.